# Сукчон (правитель Корё)
Сукчон (кор. 숙종, 肅宗, Sukjong) — 15-й правитель корейского государства Корё, правивший в 1095—1105 годах. Имя — Он (кор. 옹, 顒, Ong). Второе имя — Чхонсан (кор. 천상, 天常, Cheonsang).
Посмертные титулы — Мунхе канджон Мёнхё-тэван.